# Only When You Leave
«Only When You Leave» (с англ. — «Только когда ты уйдешь») — песня британской нововолновой группы Spandau Ballet, вышедшая 28 мая 1984 года на лейбле Chrysalis Records в качестве ведущего сингла из их четвёртого студийного альбома Parade (1984). Она была написана ведущим гитаристом и основным автором песен Гэри Кемпом. Песня заняла 3-е место в чарте UK Singles Chart в Великобритании и попала в топ-10 в нескольких других странах, но в США достигла 34-й строчки, став последней песней группы, попавшей в Billboard Hot 100. Большинство критиков были впечатлены вокалом Тони Хэдли, и песня им понравилась. В клипе тема мести использовалась как способ отдать дань уважения покойному режиссеру Альфреду Хичкоку.

## История
Наибольшего успеха Spandau Ballet добились в 1983 году с альбомом True, который неделю продержался на первом месте в чарте альбомов Великобритании и принес 4 хитовые песни, включая заглавную композицию, которая стала их первым синглом № 1 в Великобритании. Группа решила продолжить работу с сопродюсерами True, Тони Суэйном и Стивом Джолли, над своим следующим альбомом Parade, который был записан в Мюнхене. Гитарист и автор песен Гэри Кемп описал «Only When You Leave», первый сингл с нового альбома, как «хороший посредник между True и Parade. В ней довольно голая аранжировка, но она по-прежнему мелодична, по-прежнему душевна».

## Релиз и коммерческие результаты
Записанная весной 1984 года, песня «Only When You Leave» была выпущена в виде 7-дюймового сингла в Великобритании 28 мая того же года и заняла там 3-е место в UK Singles Chart. Он также достиг второго места в Ирландии и Нидерландах, № 3 в Греции, № 4 в Испании, № 5 в Бельгии, № 8 в Норвегии и 10 в Новой Зеландии. Он также занял 34-е место в американском хит-параде Hot 100 журнала Billboard, став последним появлением группы в этом чарте. Кемп был недоволен такими низкими позициями, которых достигли их последние синглы в штатах, что привело к их переходу с Chrysalis на CBS Records в 1986 году.

## Отзывы
На момент выхода песни большинство критиков аплодировали «Only When You Leave» и высоко оценили вокал Хэдли. Пол Бурше из журнала Number One счел, что он «становится суперкрунером», и описал песню как «превосходный поп». В своей капсульной рецензии редакторы журнала Billboard написали: «Элегантность, изысканность, панацея и танцевальный бит в придачу; незаслуженная сдержанность певца Тони Хэдли».
Нил Теннант из Smash Hits согласился, что Хэдли «тепло и сдержанно исполняет этот фанковый и роковый номер, который также демонстрирует таланты Гэри Кемпа как ритм-гитариста». Когда его коллега Ян Бирч написал рецензию на Parade после его выхода, он был восторжен, заявив, что песня «почти слишком хорошее начало пластинки. Вокал Тони Хэдли увереннее, чем когда-либо; продюсирование… хрустящее и сочное одновременно; а сама песня — лучшая у Гэри Кемпа на сегодняшний день». Однако Грэм К. из Record Mirror счел ее «самым слабым их предложением за всю историю» и назвал «грандиозным, пустым переписыванием „Foundation“». В негативной рецензии на четвертый сингл Parade, «Round and Round», Фил МакНилл из Number One признал: «„Спанды“ [The Spands] достигли своего рода приятного совершенства в замечательном „Only When You Leave“».
В ретроспективных обзорах Ян Гиттинс описал песню в The Guardian как типичный переход группы к «ловкому, удобному для чартов вздымающему плечи соулу». Питер Ларсен написал для Orange County Register, что в ней прослеживается «жилка душевности, приправленная ностальгией и романтикой».

## Музыкальное видео
Хотя обычно Кемп придумывал любую концепцию или сюжетную линию, представленную в клипах Spandau Ballet, его сосредоточенность на новом альбоме означала передачу контроля над «Only When You Leave» режиссеру.
Вокалист Тони Хэдли назвал «Only When You Leave» песней о «мести любовника», объясняя решение режиссера Саймона Милна переплести в клипе сюрреалистические виньетки, посвященные фильмам Альфреда Хичкока, со сценами выступления группы, отметив, что фильмы покойного режиссера были «все о романтике, убийствах и мести». Кемп объяснил, что виньетки, некоторые из которых заимствуют элементы из таких фильмов, как «Незнакомцы в поезде», не предназначены для того, чтобы представить целую историю, сказав, что «вы просто даете людям общую идею, а они додумывают ее сами».
Весь клип был снят в Баттерси (южный район Лондона) с минимальными декорациями. Трибуны служат сценой для некоторых выступлений группы, местом для зрителей на невидимом теннисном матче и лестницей для различных других сцен, в одной из которых на них сидит мальчик, одетый в белое, и играет с куклой-арлекином. Мужчина, курящий сигару, наступает на куклу, поднимаясь по лестнице, и в этот момент одежда мальчика меняется с белой на темно-розовую, цвет которой преобладает во всем клипе. Темно-розовая ткань является единственным фоном для всех сцен, и актриса, играющая любовницу Хэдли, в основном одета в темно-розовую одежду. В какой-то момент, однако, она показывается рядом с таким же автомобилем 1949 MG Cars, и цвет машины и ее одежды меняется с розового на белый, когда Хэдли прикасается к ее плечу. Сначала их отношения показаны так: она отступает назад, а Хэдли падает на пол, как будто она только что застрелила его. В конце ролика тот же сценарий представлен в обратном порядке: он делает шаг назад, а она падает на пол. Сцена в начале бриджа к песне представляет, как ее мертвое тело обнаруживают зрители теннисного матча на трибунах через несколько мгновений после того, как они с Хэдли разговаривали.
Песня «Only When You Leave» фигурировала в отчетах MTV для Billboard о том, какие видеоклипы находятся в ротации на кабельной сети, впервые появившись там в выпуске от 14 июля 1984 года, где указывалось, что она была добавлена в их плейлист с 3 июля.

## Список треков
| - 7-дюймовый сингл 1. «Only When You Leave» — 4:48 2. «Paint Me Down» (live) — 4:39 | - 12-дюймовый сингл 1. «Only When You Leave» (extended mix) −6:45 2. «Only When You Leave» −4:48 3. «Paint Me Down» (live) — 4:39 |

## Чарты
| Чарт (1984)                        | Высшая позиция |
| ---------------------------------- | -------------- |
| Австралия (Kent Music Report)      | 12             |
| Бельгия/Фландрия (Ultratop 50)     | 5              |
| Великобритания (UK Singles Chart)  | 3              |
| Европа (European Top 100 Singles)  | 16             |
| Греция (IFPI)                      | 3              |
| Ирландия (IRMA)                    | 2              |
| Испания (AFYVE)                    | 4              |
| Канада (RPM Top Singles)           | 23             |
| Нидерланды (Dutch Top 40)          | 2              |
| Нидерланды (Single Top 100)        | 3              |
| Новая Зеландия (Recorded Music NZ) | 10             |
| Норвегия (VG-lista)                | 8              |
| США (Billboard Hot 100)            | 34             |
| США (Billboard Adult Contemporary) | 36             |
| США (Billboard Mainstream Rock)    | 40             |
| США (Cash Box, Top 100 Singles)    | 32             |
| ФРГ (Offizielle Top 100)           | 26             |
| Швейцария (Schweizer Hitparade)    | 20             |

| Чарт (1984)                    | Позиция |
| ------------------------------ | ------- |
| Австралия (Kent Music Report)  | 89      |
| Бельгия (Ultratop 50 Flanders) | 51      |
| Великобритания (Gallup)        | 88      |
| Нидерланды (Dutch Top 40)      | 10      |
| Нидерланды (Single Top 100)    | 32      |